# أندرويد أوتوموتيف

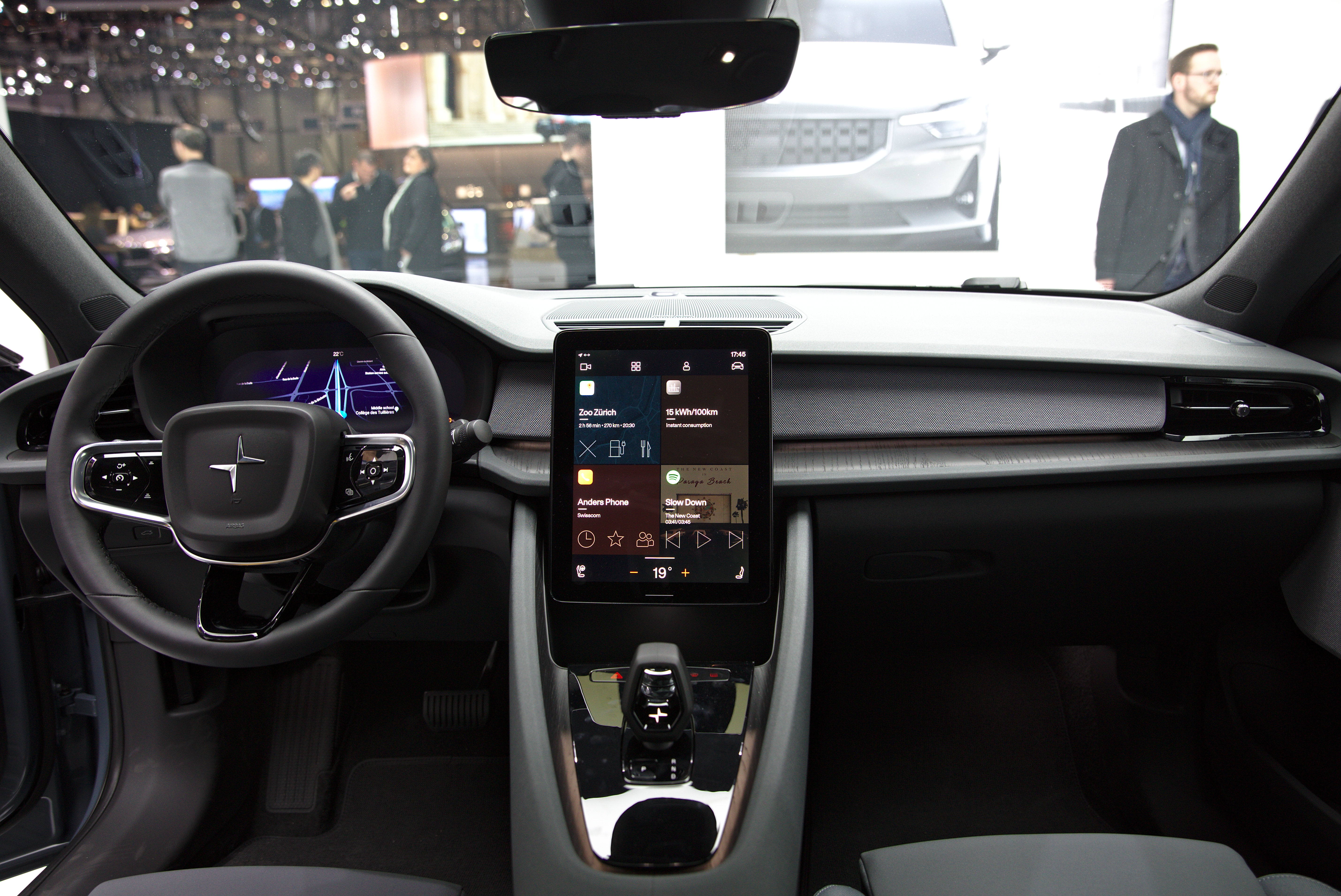

هذه المقالة هي عن نظام التشغيل المصمم للسيارات. للتطبيق المخصص لاستخدام جهاز أندرويد في السيارة، راجع أندرويد أوتو
(بالإنجليزية: Android Automotive) أندرويد أوتوموتيف أو أندرويد للسيارات هو شكل من أشكال نظام تشغيل أندرويد من جوجل، مصمم خصيصًا لاستخدامه في لوحات بيانات السيارة، تم تقديم النظام الأساسي في مارس 2017 ، وتم تطوير النظام الأساسي بواسطة جوجل و إنتل  ، مع شركات تصنيع السيارات مثل فولفو وأودي، يهدف المشروع إلى توفير قاعدة بيانات نظام التشغيل لمصنعي المركبات لتطوير نسختهم الخاصة من نظام التشغيل، بالإضافة إلى مهام المعلومات والترفيه، مثل الرسائل والملاحة وتشغيل الموسيقى، يهدف نظام التشغيل إلى معالجة الوظائف الخاصة بالسيارة مثل التحكم في تكييف الهواء.
على عكس أندرويد أوتو يعد أندرويد أوتوموتيف نظام تشغيل كامل يعمل على جهاز السيارة، ولا يعتمد على جهاز خارجي للعمل.

## نبذة تاريخية
- تم الإعلان عن نظام التشغيل لأول مرة بواسطة جوجل في مارس 2017.
- في فبراير 2018، أعلنت بوليستر Polestar (علامة فولفو للسيارات الكهربائية ذات الأداء العالي) عن بوليستر Polestar 2 ، أول سيارة مزودة بنظام أندرويد أوتوموتيف المدمج ، ومن المتوقع أن يتم إصدارها في عام 2020.
- في أبريل 2019 ، فتحت جوجل واجهات برمجة التطبيقات للمطورين لبدء تطوير تطبيقات اندرويد اوتوموتيف .[1]
- أعلنت جنرال موتورز في سبتمبر 2019 أنها ستستخدم أندرويد أوتوموتيف لتشغيل أنظمة المعلومات والترفيه في سياراتها بدءًا من عام 2021.[5]